# سیارک ۴۲۳۲
سیارک ۴۲۳۲ (به انگلیسی: 4232 Aparicio، نامگذاری:1977CD) چهار هزار و دویست و سی و دومین سیارک کشف شده‌است که در ۱۳ فوریه ۱۹۷۷ کشف شد.
قدر مطلق سیارک برابر ۱۳٫۵۰ است.